# 風が吹く丘
「風が吹く丘」（かぜがふくおか）は、椎名へきるの8枚目のシングル。1997年7月21日、ソニー・ミュージックエンタテインメントより発売。椎名は1997年8月29日、この曲でテレビ朝日系列の音楽番組ミュージックステーションに出演を果たす（声優としての出演は、椎名が初である）。1998年2月1日発売のアルバム『Baby blue eyes』に収録。2004年9月29日、ソニー・ミュージックレコーズよりマキシシングル盤発売。

## 収録曲
1. 風が吹く丘
  - 作詞：嘉藤英幸、作曲：上野浩司、編曲：大坪稔明
  - テレビ朝日系目撃!ドキュンエンディングテーマ曲
2. Phoenix（フェニックス）
  - 作詞：井上睦都実、作曲：吉田とおる、編曲：大坪稔明
3. 風が吹く丘（オリジナル・カラオケ）
4. Phoenix（フェニックス）（オリジナル・カラオケ）